# Atlantis (franquicia)
Atlantis es una franquicia de medios propiedad de The Walt Disney Company. La franquicia comenzó en 2001 con el lanzamiento de la película de animación Atlantis: El imperio perdido, la cual contó con varios videojuegos basados en la trama, y una secuela lanzada en 2003.

## Películas

### Atlantis: El imperio perdido(2001)
La 41.ª película de animación de Disney, la cual se enfoca en Milo Thatch, quien tras creer toda su vida en la existencia de Atlantis (Atlántida en España), consigue la financiación necesaria gracias a un amigo de su difunto abuelo, quien le inspiró esa idea, para organizar una expedición para encontrar la legendaria ciudad. Fue estrenada el 15 de junio de 2001.

### Atlantis: El regreso de Milo(2003)
Secuela de Atlantis: El imperio perdido, en la cual Milo se reúne de nuevo con sus amigos, y vive varias aventuras con ellos: primero se les encarga una misión para resolver el misterio tras el legendario kraken; después viajan a Arizona, donde se ven envueltos en el misterio que hay tras unos coyotes de arena; y finalmente se enfrentan a Erik Hellstrom, un hombre que tiene la creencia de ser el dios Odín. Fue lanzada directamente para video el 20 de mayo de 2003.

## Proyectos cancelados

### Atlantis II
Originalmente, Disney estaba desarrollando una secuela para cines, pero la abandonaron cuando El Imperio Perdido tuvo menos éxito del esperado. Gary Trousdale y Kirk Wise iban a regresar como directores, junto con Don Hahn como productor y John Sanford como supervisor de la historia. Según Wise, la secuela habría visto regresar a la mayoría de los personajes originales. La villana principal sería Helga Sinclair, quien sobrevivió a los eventos de la primera película, se convirtió en cíborg y formó un grupo mercenario para asaltar Atlantis.

### Team Atlantis
La primera película tenía previsto tener una serie animada secuela, Team Atlantis ("Equipo Atlantis"), que habría presentado elementos mitológicos y de la antigüedad, como Puck, el Monstruo del lago Ness, el Ejército de Terracota, y Demona, un personaje de la serie Gargoyles. Debido al fracaso en taquilla de la película, Team Atlantis no se produjo. Los episodios previstos se incorporaron a Atlantis: El Regreso de Milo, con animación adicional para conectar la trama entre las tres historias presentadas.

## Videojuegos

### Atlantis: The Lost Empire  Search for the Journal(2001)
Un videojuego de disparos en primera persona en el que el jugador asume el papel de un soldado con la misión de encontrar el Diario del Pastor. Fue lanzado el 1 de mayo de 2001 para Microsoft Windows.

### Atlantis: The Lost Empire – Trial by Fire(2001)
Un videojuego de disparos en primera persona en el que el jugador comienza la aventura en el USS Ulysses mientras el Leviatán está atacando, y debe escapar a través del sistema de cuevas submarinas, evadiendo al Leviatán. El jugador debe navegar a través de las cavernas hasta Atlantis y resolver acertijos para alcanzar el cristal al final del juego. Fue lanzado el 18 de mayo de 2001 para Microsoft Windows.

### Atlantis: el imperio perdido(2001)
Videojuego en el que se sigue misma trama de la película. Se lanzó el 12 de junio de 2001 para PlayStation como un videojuego de acción y aventura, mientras que la versión de Game Boy Color se lanzó el 14 de junio de 2001 y la versión de Game Boy Advance el 28 de septiembre de 2001, en ambas versiones como un videojuego de plataformas.

### Otros videojuegos
- Milo, Audrey, Helga, Kida, y Vinny aparecen como personajes jugables en el videojuego para plataformas móviles Disney Heroes: Battle Mode.[10]
- La cultura atlante es un elemento recurrente en el videojuego Disney Dreamlight Valley, donde se la conoce como la "Civilización antigua". Varias ruinas basadas en la ciudad de Atlantis se encuentran en varios lugares del valle titular. Las notas del diario del gobernante del valle (el jugador) también están escritas en lenguaje atlante.[11]

## Otros medios
- Los personajes de la primera película han aparecido a modo de cameo en episodios de la serie de televisión House of Mouse. En el episodio "Donald Wants to Fly", Rourke aparece brevemente entre el público, asombrado al ver a Kida volando en un Ketak.[12] En "Dining Goofy", la Sra. Packard aparece entre el público hablando a través de una radio.[13]
- Los personajes de la primera película aparecen a modo de cameo en el cortometraje Once Upon a Studio (2023) como parte de los personajes de Walt Disney Animation Studios que se reúnen para hacerse una foto en grupo.[14]

## Idioma atlante
El idioma atlante es una lengua construida creada por Marc Okrand para la película Atlantis: el imperio perdido. Los guionistas pretendían que el idioma fuera una posible "lengua materna".